# 스즈키 에미코
스즈키 에미코(鈴木絵美子, 1981년 11월 12일 ~ )는 일본의 아티스틱스위밍 선수이다. 2004년과 2008년 하계 올림픽에 출전했다.